# Worcester Art Museum
Worcester Art Museum – muzeum sztuki w Worcester w Stanach Zjednoczonych. Jest drugim co do wielkości muzeum w Nowej Anglii z ponad 35 tys. eksponatami pochodzącymi z całego świata z okresu od starożytności po czasy współczesne.

## Historia
Pomysł utworzenia muzeum powstał we wrześniu 1896 roku. Pomysłodawcą był Stephen Salisbury III oraz jego znajomi, którzy wspólnie stworzyli Art Museum Corporation. Salisbury na ten cel przekazał ziemię oraz 100 tys. dolarów na budowę muzeum. Budynek zaprojektował Stephen C. Earle. Oficjalne otwarcie muzeum nastąpiło w 1898 roku. Kolekcja składała się głównie z gipsowych odlewów rzeźb i elementów architektonicznych oraz pięciu tysięcy japońskich druków, rysunków i książek podarowanych przez Johna Chandlera Bancrofta. W 1905 roku zmarł Stephen Salisbury, a na mocy testamentu muzeum otrzymało spadek w wysokości 5 milionów dolarów. Dzięki takiej dotacji muzeum bardzo szybko stało się jednym z największych muzeów; jako pierwsze w USA zakupiło dzieła Moneta oraz Paula Gauguina. Również jako pierwsze sprowadziło z europy oryginalny średniowieczny budynek i zainstalowało w muzeum.
W latach 1932–1939 Worcester Art Museum dołączył do konsorcjum muzeów i instytucji, które sponsorowały ekspedycje do stanowisk archeologicznych w miastach Antiochii. Do grupy należały m.in. muzeum Luwr, Baltimore Museum of Art, Dumbarton Oaks. Dzięki tej inicjatywie odkryto setki zabytków, w tym mozaiki podłogowe, które zostały podzielone wśórd poszczególne muzea. Taka mozaika pojawiła się w Worcester Hunt i położona została w Renaissance Court’s.

## Kolekcja
Muzeum posiada stałą kolekcję m.in. zbiorów malarstwa europejskiego i północnoamerykańskiego, grafiki, fotografie i rysunki, sztuki azjatyckiej, greckiej i rzymskiej rzeźby, mozaiki oraz sztuki współczesnej. Malarstwo europejskie reprezentują El Greco i Rembrandt oraz malarze impresjonistyczni m.in. Moneta, Matisse, Renoira, Gauguina i Kandinsky’ego. Wśród amerykańskich artystów można podziwiać prace Cola, Homera, Sargenta, William Morris Hunt czy Elizabeth Goodridge.